# Rudolf Moser von Filseck
Rudolf Friedrich Karl Moser von Filseck (* 20. Juni 1840 in Stuttgart; † 14. Dezember 1909 ebenda) war ein königlich württembergischer Finanzbeamter. Moser von Filseck war württembergischer Außerordentlicher Gesandter und Bevollmächtigter Minister im Königreich Preußen sowie württembergischer Bevollmächtigter beim Bundesrat des Deutschen Kaiserreiches.

## Leben

### Familie
Die Familie Moser von Filseck ist ein schwäbisches Adelsgeschlecht aus dem Herzogtum Württemberg, das am 4. März 1573 in den Reichsadelsstand und den erbländisch österreichischen Adelsstand erhoben wurde. Angehörige der Familie waren von 1568 bis 1717 als Mitglieder in der Schwäbischen Reichsritterschaft im Ritterkanton Kocher und im Ritterkanton Kraichgau immatrikuliert. Im Laufe der Zeit erfolgten mehrere Bestätigungsdiplome für den Adelsstand.
Rudolf Friedrich Moser (* 23. April 1803 in Stuttgart; † 17. Mai 1862 in Stuttgart) wurde württembergischer Finanzrat und Geheimsekretär von Königin Pauline von Württemberg. Er heiratete am 11. Juni 1835 in Stuttgart Amalie Stahl (* 16. Juni 1807 in Stuttgart; † 1. Juni 1867 in Stuttgart), eine Tochter des Konsistorialsekretärs August Eberhard Ludwig Stahl. Rudolf war eines von vier Kindern des Paares, er hatte noch zwei Brüder und eine Schwester.

### Beruflicher Werdegang
Moser von Filseck besuchte das Gymnasium in Stuttgart und studierte im Anschluss von 1859 bis 1864 Staats- und Rechtswissenschaften an der Universität Tübingen. Nach dem bestandenen Staatsexamen unternahm er Studienreisen nach Belgien, Frankreich und England. Er trat, wie schon sein Vater, in die Zoll- und Finanzverwaltung des Königreiches Württemberg ein und wurde 1867 Mitglied der württembergischen Kommission für die Weltausstellung 1867 in Paris. 1868 erfolgte seine Ernennung zum Mitglied des Steuerkollegiums in der Zoll- und Steuerdirektivbehörde.
Im Oktober 1875 wurde Moser von Filseck zum Obersteuerrat befördert und zum stellvertretenden Bevollmächtigten beim Bundesrat in Berlin ernannt. Er arbeitete dort vor allem in den Ausschüssen für Zoll- und Steuerwesen und für Rechnungswesen. Im Jahre 1878 war er Vertreter Württembergs bei der Reichsenquete-Kommission über den Tabakanbau, die Tabakfabrikation und den Tabakhandel. Als solcher wurde Moser von Filseck zum Referenten für das Tabakmonopol gewählt und war an der Ausarbeitung eines Gesetzentwurfs und dessen Begründung, betreffend der Einführung des Tabakmonopols in Deutschland, beteiligt. Der Entwurf fand großes Interesse beim preußischen Ministerpräsidenten und Reichskanzler Otto von Bismarck, der umfangreiche Anmerkungen zu der Studie vornahm. Allerdings fiel der Gesetzentwurf bei einer Abstimmung in der Kommission durch, was Bismarck sehr verbitterte, da auch der preußische Vertreter gegen den Entwurf stimmte. Auf besonderen Wunsch des Reichskanzlers war Moser von Filseck außerdem mit der Bearbeitung eines Teils der Zolltarifreform von 1879 im Reichstag beauftragt. Bismarck, der seine Mitarbeit sehr schätzte, forderte ihn nach seinem Ausscheiden aus dem Bundesrat im Oktober 1879 auf, in den Reichsdienst einzutreten. Er sollte in erster Linie die zur Einführung des Tabakmonopols erforderlichen Vorarbeiten übernehmen, ein Angebot das Moser von Filseck aber aus persönlichen Gründen ablehnen musste.
Im November 1879 wurde er nach Württemberg zurück berufen und am 17. November 1879 zum Oberfinanzrat und Vortragenden Rat im Finanzministerium ernannt. Als Regierungsvertreter nahm er wiederholt an den Tagungen des Württembergischen Landtages teil und verteidigte dort mit Redebeiträgen die Politik der Landesregierung. Im April 1882 erhielt Moser von Filseck erneut eine Ernennung zum stellvertretenden Mitglied des Bundesrats sowie im Oktober desselben Jahres die Ernennung zum außerordentlichen Mitglied der Königlichen Zentralstelle für die Landwirtschaft. Am 11. September 1885 erfolgte seine Beförderung zum Ministerialdirektor im württembergischen Finanzministerium, gleichzeitig wurde ihm die Leitung der Katasterkommission übertragen.
Nach der Abberufung von Ferdinand von Zeppelin als württembergischer Gesandter in Preußen im Frühjahr 1890 wurde Moser von Filseck im Februar 1890 zu dessen Nachfolger in der Württembergischen Gesandtschaft in Preußen ernannt. Er erhielt den Rang eines Staatsrats mit dem Titel Exzellenz und war gleichzeitig ordentlicher Bevollmächtigter Württembergs beim Bundesrat. Seine offizielle Akkreditierung als königlich württembergischer Außerordentlicher Gesandter und Bevollmächtigter Minister in Berlin erfolgte am 2. März 1890 während einer Audienz bei Kaiser Wilhelm II. als Preußischer König. In seinen Berichten aus Berlin an den württembergischen Ministerpräsidenten und Außenminister Hermann von Mittnacht schilderte er den Konflikt zwischen Otto von Bismarck und Kaiser Wilhelm II. ausführlich. Ebenso Bismarcks Entlassung als Reichskanzler und Ministerpräsident sowie den Neuen Kurs von Bismarcks Nachfolger Leo von Caprivi.
Im Herbst 1993 wurde Moser von Filseck schuldlos in eine Affäre verwickelt und fiel in Ungnade. Im September 1893 waren in Württemberg Kaisermanöver geplant, die aber auf Grund einer langanhaltenden Trockenheit in Süddeutschland nur eingeschränkt stattfinden konnten. Moser von Filseck sollte in Berlin bei Kaiser Wilhelm II. um Verständnis dafür bitten, da die finanziellen Mittel zur Linderung der Not benötigt wurden. Der Kaiser war einsichtig, fand aber wenig später während einer Reise in die Region keine sichtbaren Schäden oder Ernteausfälle und witterte eine Intrige. Es gab außerdem Meinungsverschiedenheiten in Stuttgart und Berlin bei der Ausführung der Bebenhäuser Konvention, die eine Angleichung der militärischen Ausrichtung sowie einen regelmäßigen Austausch der Offiziere der Preußischen Armee und der Württembergischen Armee vorsah. Nach längeren Verhandlungen zwischen beiden Regierungen entschloss man sich, das Moser von Filseck als Bauernopfer und Sündenbock seinen Gesandtschaftsposten verlieren soll. Offiziell wurde eine Erkrankung als Grund genannt und eine längere Genesungsreise nach Italien und Frankreich.
Im Frühjahr 1894 wurde Moser von Filseck aus Berlin abberufen und mit der Verleihung des Großkreuzes des württembergischen Friedrichs-Orden in den Ruhestand versetzt. Er war außerdem Träger weiterer hoher preußischer und badischer Auszeichnungen. König Wilhelm II. von Württemberg berief ihn im Januar 1897 zum Vorsitzenden der Zentralleitung der Württembergischen Wohlfahrtsvereine, ein Ehrenamt, das er bis 1908 ausübte. Er starb am 14. Dezember 1909 zwei Uhr früh, im Alter von 69 Jahren, an den Folgen einer Lungenentzündung in Stuttgart. König Wilhelm nahm wenig später im Trauerhaus persönlich Abschied von seinem langjährigen Mitarbeiter. Die Bestattung erfolgte am 16. Dezember, anwesend war unter anderem der württembergische Ministerpräsident Karl von Weizsäcker sowie fast alle Minister des Regierungskabinetts. Sein Grab auf dem Stuttgarter Pragfriedhof ist erhalten.

### Ehe und Nachkommen
Rudolf Moser von Filseck heiratete am 19. September 1868 in Stuttgart Klara von Etzel (* 19. Februar 1848 in Cannstatt; † 16. Februar 1921 in Stuttgart), eine Tochter des württembergischen Eisenbahnbauingenieur und Architekten Karl von Etzel. Das einzige Kind des Paares, Carl Moser von Filseck (* 12. September 1869 in Stuttgart; † 20. September 1949 in Göppingen), wurde wie sein Vater württembergischer Diplomat. Er war von 1906 bis 1933 Gesandter  München. Aus seiner 1897 geschlossenen Ehe mit Hilda (* 22. Juli 1872; † 3. Dezember 1950), eine geborene Clason, gingen eine Tochter und zwei Söhne hervor.
Seine Frau Klara, ihr gemeinsamer Sohn Carl und dessen Frau Hilda wurden ebenfalls auf dem Stuttgarter Pragfriedhof im Erbbegräbnis der Familie Moser von Filseck beigesetzt. Auch ihre Bestattungen sind erhalten.